# 닌자터틀: 어둠의 히어로
《닌자터틀 : 어둠의 히어로》(영어: Teenage Mutant Ninja Turtles: Out of the Shadows)는 2016년 개봉한 《닌자터틀》의 속편이다. 데이브 그린이 감독을 맡았고, 각본은 전편에 이어 조시 애펠바움과 안드레 네멕이 그대로 담당한다.

## 출연
- 메건 폭스 - 에이프릴 오닐
- 스티븐 아멜 - 케이시 존스
- 윌 아넷 - 번 펜윅
- 브라이언 티 - 오로쿠 사키 / 슈레더
- 타일러 페리 - 백스터 스토크먼 박사
- 브리트니 이시바시 - 카라이
- 로라 리니 - 리베카 빈센트 경찰청장
- 알레산드라 암브로지우 - 본인 (카메오 출연)
- 카멜로 앤서니, 디안드레 조던, 루 아먼드슨, J. J. 레딕, 오스틴 리버스, 맷 반스, 스펜서 호스 - NBA 선수 (카메오 출연)
- 만화 제작자 케빈 이스트먼 - 피자 배달부 (카메오 출연)

### 성우 및 모션캡처
- 피트 플로젝 - 레오나르도
- 앨런 리치슨 - 라파엘
- 노엘 피셔 - 미켈란젤로
- 제러미 하워드 - 도나텔로
- 토니 샬호브 (목소리), 피터 D. 바달라멘티 2세 (모션캡처) - 스플린터
- 게리 앤서니 윌리엄스 - 비밥
- 스티븐 "셰이머스" 패럴리 - 록스테디
- 브래드 개릿 - 크랭